# نفرت الثانية
نفرت الثانية ، هي ملكة مصرية قديمة من الأسرة الثانية عشرة ، و كانت ابنة الملك أمنمحات الثاني ، وشقيقة وزوجة الملك سنوسرت الثاني.

## حياتها
مع الملكة خنمت نفر حجيت الأولى تعتبر الملكة نفرت الثانية واحدة من زوجتين فقط معروفتين للملك سنوسرت الثاني على وجه التأكيد، هناك زوجتان أخرتان غير مؤكدتين كونهما له هما خنمت و إيتاورت، و الأربعة هن أخوات سنوسرت الثاني ، وقد تم العثور على اثنين من تماثيل نفرت الثانية في تانيس وهما الآن في المتحف المصري بالقاهرة.

## مقبرتها
الهرم الصغير في مجمع اللاهون الهرمي الخاص بزوجها قد بني خصيصا لها.

## ألقابها
- ابنة الملك.
- عظيمة صولجان حتس (المفضلة لدي الملك).
- سيدة الأرضين.[1]